# Tetragoneuria canis
Tetragoneuria canis är en trollsländeart som beskrevs av Mclachlan 1886. Tetragoneuria canis ingår i släktet Tetragoneuria och familjen skimmertrollsländor. IUCN kategoriserar arten globalt som livskraftig. Inga underarter finns listade i Catalogue of Life.